# Taractes rubescens
 Taractes rubescens és una espècie de peix de la família dels bràmids i de l'ordre dels perciformes.

## Morfologia
Els mascles poden assolir els 70 cm de longitud total.

## Distribució geogràfica
Es troba a l'est del Pacífic central (des de Costa Rica a Perú), a l'Atlàntic oriental (costes occidentals d'Àfrica) i a l'Atlàntic occidental (Golf de Mèxic i Trinitat). Absent a l'Índic.